# جوردن اسپرینگز (ویرجینیا)
جوردن اسپرینگز (به انگلیسی: Jordan Springs) یک منطقهٔ مسکونی در ایالات متحده آمریکا است که در شهرستان فردریک، ویرجینیا واقع شده‌است.